# Erice spumante
L’Erice Spumante è un vino DOC prodotto nell'area collinare circostante il territorio dell'agro ericino, i cui vigneti sono situati tra i 200 e i 650 metri d'altitudine, in parte dei comuni di Buseto Palizzolo, Erice, Valderice, Custonaci, Castellammare del Golfo, Trapani.
Tutti in provincia di Trapani.
Si produce di due tipi:
- Erice Spumante Dolce
- Erice Spumante Brut

## Erice Spumante Dolce

### Vitigni con cui è consentito produrlo
- Moscato d’Alessandria o Zibibbo minimo 95%
- altri vitigni a bacca bianca, idonei alla coltivazione della Regione Siciliana, fino ad un massimo del 5%.[1]

Moscato d'Alessandria e Zibibbo sono sinonimi.

### Tecniche di produzione
L'Erice Spumante Dolce deve essere ottenuto esclusivamente con il metodo della rifermentazione in autoclave (Metodo Charmat).
Zuccheri minimo 45,00 grammi/litro

### Caratteristiche organolettiche
- spuma: fine e persistente;
- colore: giallo paglierino;
- profumo: aromatico, caratteristico;
- sapore: dolce, aromatico, armonico con buona persistenza;

### Produzione
Provincia, stagione, volume in ettolitri
- nessun dato disponibile

## Erice Spumante Brut

### Vitigni con cui è consentito produrlo
- Chardonnay minimo 70%
- altri vitigni a bacca bianca, idonei alla coltivazione della Regione Siciliana, fino ad un massimo del 30%.[1]

### Tecniche di produzione
L'Erice Spumante Brut deve essere ottenuto esclusivamente con il metodo della rifermentazione in autoclave (Metodo Charmat).
Zuccheri massimo 15,00 grammi/litro;

### Caratteristiche organolettiche
- spuma: fine e persistente;
- colore: giallo paglierino;
- profumo: caratteristico con delicato sentore di lievito;
- sapore: secco, fresco, con buona persistenza;

### Produzione
Provincia, stagione, volume in ettolitri
- nessun dato disponibile